# Сидоренкова Ольга Панасівна
Сидоренкова Ольга Панасівна (уродж. Третяк) (нар. 13 лютого 1950, с. Майбородівка Кременчуцького району Полтавської обл.) — український педагог, викладач української мови та літератури, заслужений вчитель України (2005), відмінник освіти України (1991).

## Біографія
Ольга Панасівна Сидоренкова народилася 13 лютого 1950 року у селі Майбородівка Кременчуцького району в родині хліборобів. Батько, Третяк Панас Свиридонович, родом з батрацької багатодітної сім'ї, восьма дитина в родині. Мріяв учитись, та здобув тільки 4-класну освіту. Мати вступала в Кременчуцьку медшколу, але війна не дала змоги стати медиком. Тому батьки всі зусилля спрямували на те, щоб єдина донька здобула освіту.
Закінчила Полтавську школу-інтернат № 2 ім. Н. К. Крупської (1967), Полтавський державний педагогічний інститут ім. В. Н. Короленка (нині національний педагогічний університет) (1975) за спеціальністю «Учитель української мови і літератури загальноосвітньої школи».
Працювала старшою піонервожатою, учителем української мови та літератури, організатором позакласної виховної роботи Кременчуцької СШ № 4 (1969—1983); викладачем української мови та літератури Кременчуцького педагогічного училища ім. А. С. Макаренка (1983—2015) та обіймала посаду заступника директора з навчально-виховної роботи (1984—1993).
Педагогічний досвід Сидоренкової О. П. ґрунтувався на виявленні й розвиткові творчих здібностей учнів.

## Творчий доробок
Сидоренкова О. П. — засновник і керівник Музею історії Кременчуцького педагогічного училища ім. А. С. Макаренка (1993—2015); організатор і керівник літературної вітальні «Пролісок»; засновник дівочого духового оркестру в училищі та організатор академічного хору викладачів.
Автор посібника «Система творчих завдань з української мови», нарисів про вчителів «З добром у серці» та «Герої не вмирають», кількох статей у науково-практичному освітньо-популярному журналі «Імідж сучасного педагога» (Полтава); один із упорядників історичного нарису про Кременчуцьке педучилище «З минулого — у сьогодення…» (2006); укладач літопису історії училища до 80-річчя навчального закладу.

## Нагороди та відзнаки
- Медаль «Ветеран праці» (1989)
- Нагрудний знак «Відмінник освіти України» (1991)
- Заслужений вчитель України (2005)